# 山本杏
山本杏（日语：／ Yamamoto Anzu，1994年6月18日—），日本女子柔道运动员。她曾代表日本参加2014年亚洲运动会柔道比赛，获得一枚金牌。她也曾在2015年夏季世界大学生运动会上获得一枚金牌和一枚铜牌。